# Gaspard-Nicolas de Bertet de La Clue
Gaspard-Nicolas de Bertet, comte de La Clue, né à Grasse le 26 mai 1732 et mort à Moustiers le 17 décembre 1815, est un officier de marine français des XVIIIe et XIXe siècles. Comme son oncle, La Clue-Sabran, il fait toute sa carrière dans la Marine. Chef d'escadre avant la Révolution, il est promu Vice-amiral à la Restauration.

## Biographie

### Origines et famille
Gaspard-Nicolas de Bertet est le fils de Joseph de Bertet, comte de La Clue, « capitaine général de la garde cote de la Ciotat » et de sa femme Anne Rabuis. Il est le neveu de Jean-François de Bertet de La Clue-Sabran (1696-1764) qui se distingue dans la Marine royale pendant la guerre de Sept Ans et termine sa carrière avec le grade de Lieutenant général des armées navales.

### Carrière dans la Marine
Gaspard-Nicolas de Bertet entre dans la Marine à l'âge de quatorze ans, en 1746, et intègre une compagnie de gardes de la Marine. L'année suivante, en 1747, il est nommé garde du pavillon. Promu successivement au grade d'enseigne de vaisseau en 1751 puis à celui de lieutenant de vaisseau en 1757, il est fait chevalier de Saint-Louis en 1770.
Il prend part à la guerre d'indépendance des États-Unis et est promu chef d'escadre des armées navales lors de la promotion de 1784. Lorsque la Révolution éclate, il se retire du service en 1792. Doyen des officiers généraux, il est rappelé lors de la Restauration, et est fait Vice-amiral et commandeur de Saint-Louis en 1814. Il meurt peu de temps après, à Moustiers le 17 décembre 1815, à l'âge de 83 ans.
La tombe de ce « pater pauperum » (père des pauvres) existe toujours au cimetière de Moustiers-Sainte-Marie et plusieurs de ses objets personnels ont été recueillis au musée de Moustiers (sa selle de cheval, sa chaise à porteur).

## Mariage et descendance
Le 29 janvier 1796 à Riez, il épouse Marie-Claire de Montolieu, issue d'une famille d'officiers des galères de Marseille, qui avait été mariée en premières noces en 1777 à Henri-César de Castellane, marquis de Majastres (1733-1789), mort chef d'escadre des galères.

### Sources et bibliographie
Dossier archives nationales (fonds marine) Etats de service et pensions.